# Зеленокрылый сальтатор
Зеленокрылый сальтатор (лат. Saltator similis) — вид птиц из семейства танагровых. Выделяют два подвида . Распространены в Южной Америке.

## Описание
Зеленокрылый сальтатор достигает длины 20,5—21 см и массы от 36 до 54 г. Половой диморфизм не выражен. Верхняя часть головы тускло-серая с зеленоватым оттенком, лицо серое, длинная надбровная дуга белого цвета. Затылок и верхняя часть тела зеленовато-серые, надхвостье серое, хвост тёмно-серый. Кроющие перья крыльев оливково-зелёные. Маховые перья черновато-серые с широкими зеленовато-жёлтыми краями. Подбородок чёрный, горло белое. Нижняя часть тела охристо-серая. Клюв и ноги серые, радужная оболочка коричневая. У молодых особей грудь и брюхо испещрены чёрными полосками. 

## Биология
Зеленокрылый сальтатор обитает во влажных равнинных тропических лесах на высоте до 1250 метров над уровнем моря. Встречается парами в кронах деревьев и на опушках леса. Питается плодами, семенами, цветками и листьями, а также насекомыми. Чашевидное гнездо диаметром 12 см, сделанное из сухих листьев и веточек, устланное травой и корешками. размещается в кустарниках на высоте 1—2 м от земли. В кладке 2—3 голубоватых или зеленовато-голубых яйца, испещренных тёмными пятнами, размером 29×13 мм. Инкубационный период составляет 13 дней, птенцы оперяются через 15 дней.

## Подвиды и распространение
Выделяют два подвида:
- Saltator similis similis d'Orbigny & Lafresnaye, 1837 – от востока Боливии и центра Бразилии до Парагвая, северо-востока Аргентины и Уругвая
- Saltator similis ochraceiventris Berlepsch, 1912 – юго-восток Бразилии